# Пастырёв, Пётр Иосифович
Петр Иосифович Пастырёв (17 августа 1921 — 16 февраля 1975) — гвардии капитан Красной Армии, Герой Советского Союза (1945).

## Биография
Родился 17 августа 1921 года в селе Новомариинка (на территории современного Первомайского района Томской области) в семье рабочего.
Русский. Член КПСС с 1945 года.
Окончил среднюю школу. Учился в Томском индустриальном институте.
В Красной Армии с 1939 года. Направлен на учёбу в Омское военное пехотное училище, в феврале 1940 года с частью курсантов переведён в только что созданное Новосибирское военно-пехотное училище. Окончил его 10 июня 1941 года.
На фронте в Великую Отечественную войну с июня 1941 года. Командовал стрелковым взводом, ротой. Воевал на Западном, Юго-Западном, Центральном, Белорусском, 1-м Белорусском фронтах. В боях трижды ранен.
14 января 1945 года командир роты 221-го гвардейского стрелкового полка (77-я гвардейская стрелковая дивизия, 69-я армия, 1-й Белорусский фронт) гвардии капитан Пастырёв первым в полку поднял роту в атаку и ворвался в город Зволень (Польша).
В уличных боях нанёс врагу большой урон в живой силе и технике: его бойцы уничтожили 5 пулемётных точек, 3 фаустника, истребили более 150 гитлеровцев и 12 взяли в плен. Лично Пастырёв с группой бойцов после гранатного и рукопашного боя захватил автомобильный парк и склад с горючим.
При дальнейшем наступлении рота Пастырёва первой вышла на польско-германскую границу.
Звание Героя Советского Союза присвоено 27 февраля 1945 года.
С 1946 года — в запасе. Жил в Красноярске, работал инженером сначала на железнодорожной станции Бугач, затем в аэропорту.
Умер 16 февраля 1975 года. Похоронен в Красноярске на Бадалыкском кладбище.

## Награды
- Звание Героя Советского Союза с вручением ордена Ленина и медали «Золотая Звезда» (№ 5576).